# Гондомар (Португалія)
Гондома́р (порт. Gondomar; МФА: [gõ.du.ˈmaɾ]) — муніципалітет і місто в Португалії, в окрузі Порту. Розташований у північно-західній частині країни, на теренах історичної португальської провінції Дору-Міню. Належить до Портуської діоцезії Католицької церкви в Португалії. Права міського самоврядування має з 1193 року. Поділяється на 7 парафій. За адміністративним поділом, чинним до 1976 року, був складовою провінції Берегове Дору. Площа муніципалітету — 131,86 км², населення муніципалітету — 168027 ос. (2011); густота населення — 1274,28 осіб/км²
. Патрон — святі Косма і Даміан. Святковий день муніципалітету — 1-й понеділок після 1-ї неділі жовтня. Поштовий індекс — 4420.  Код місцевої адміністративної одиниці — 1304. Складова статистичного регіону Північ.

## Географія
Гондомар розташований на північному заході Португалії, на півдні округу Порту.
Гондомар межує на північному сході — з муніципалітетами Валонгу і Паредеш, на південному сході — з муніципалітетами Пенафієл і Каштелу-де-Пайва, на півдні — з муніципалітетами Арока і  Санта-Марія-да-Фейра, на південному заході — з муніципалітетом Віла-Нова-де-Гая, на заході — з муніципалітетом Порту, на північному заході — з муніципалітетом Мая.

## Історія
1193 року португальський король Саншу I надав Гондомару форал, яким визнав за поселенням статус містечка та муніципальні самоврядні права.

## Населення
| Кількість мешканців | Кількість мешканців | Кількість мешканців | Кількість мешканців | Кількість мешканців | Кількість мешканців | Кількість мешканців | Кількість мешканців | Кількість мешканців | Кількість мешканців | Кількість мешканців | Кількість мешканців | Кількість мешканців | Кількість мешканців | Кількість мешканців | Кількість мешканців |
| ------------------- | ------------------- | ------------------- | ------------------- | ------------------- | ------------------- | ------------------- | ------------------- | ------------------- | ------------------- | ------------------- | ------------------- | ------------------- | ------------------- | ------------------- | ------------------- |
| 1864                | 1878                | 1890                | 1900                | 1911                | 1920                | 1930                | 1940                | 1950                | 1960                | 1970                | 1981                | 1991                | 2001                | 2011                |                     |
| 21 834              | 24 295              | 31 142              | 32 428              | 38 251              | 41 818              | 49 758              | 61 755              | 71 058              | 84 599              | 105 075             | 130 751             | 143 178             | 164 096             | 168 027             |                     |